# Aubigny (Calvados)
Aubigny település Franciaországban, Calvados megyében. Lakosainak száma 299 fő (2022. január 1.). Aubigny Falaise, Noron-l’Abbaye, Saint-Pierre-Canivet és Versainville községekkel határos.

## Népesség
A település népességének változása:
| Lakosok száma | 318  | 266  | 295  | 338  | 290  | 292  | 308  | 308  | 315  | 299  |
|               | 1968 | 1982 | 1990 | 2006 | 2013 | 2015 | 2017 | 2019 | 2020 | 2022 |